# Vidžajanagarská říše
Vidžajanagarská říše bylo království existující od 11. století do 17. století na jihu Indie. Hlavním městem byl Vidžajanagar (Město vítězství) na břehu řeky Tungabhadra, který měl v době největšího rozkvětu okolo půl milionu obyvatel. Zbytky města ležící v katastru novodobé vesnice Hampi jsou chráněny jako Světové dědictví UNESCO.

## Dějiny

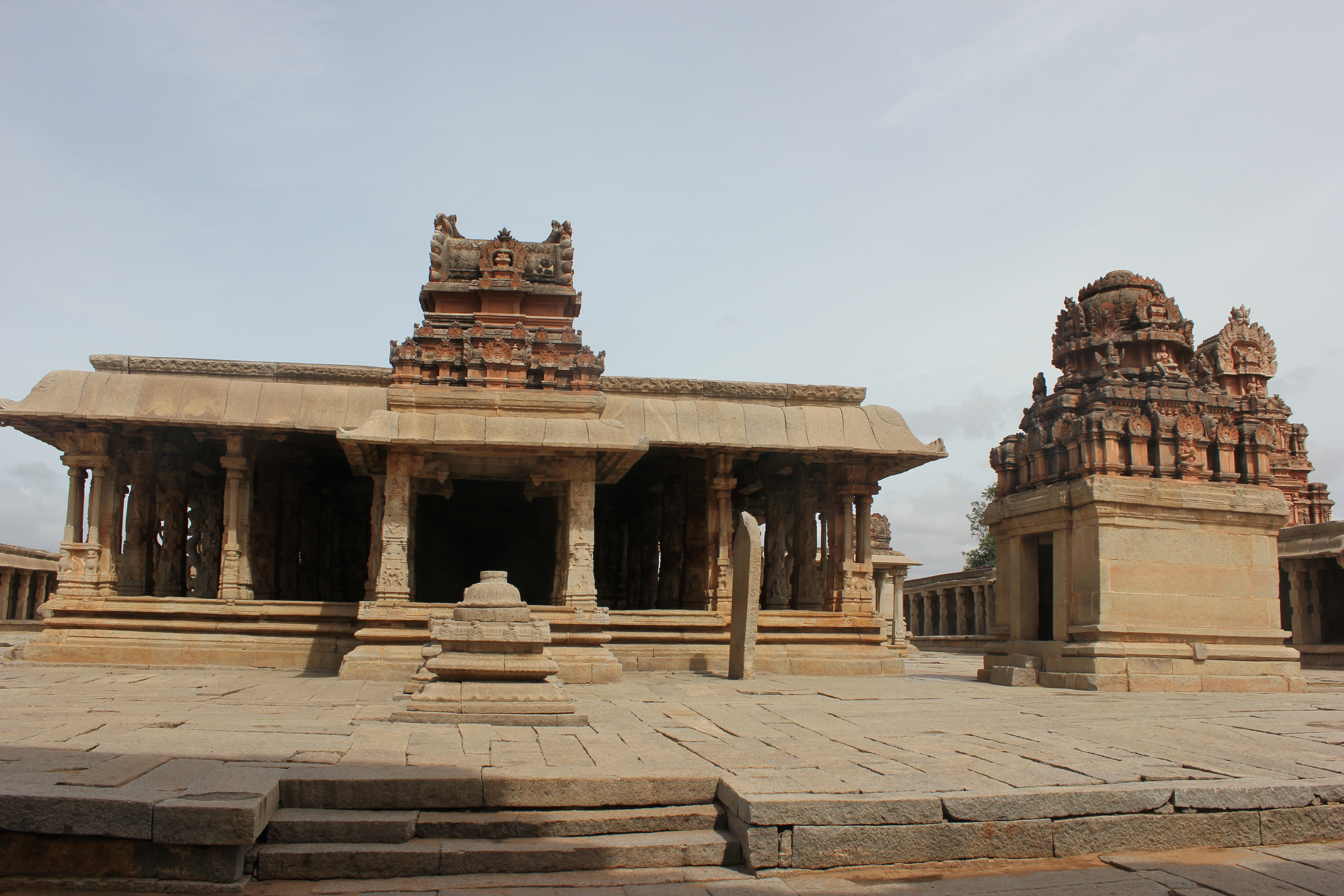
Krišnův chrám ve Vidžajanagaru

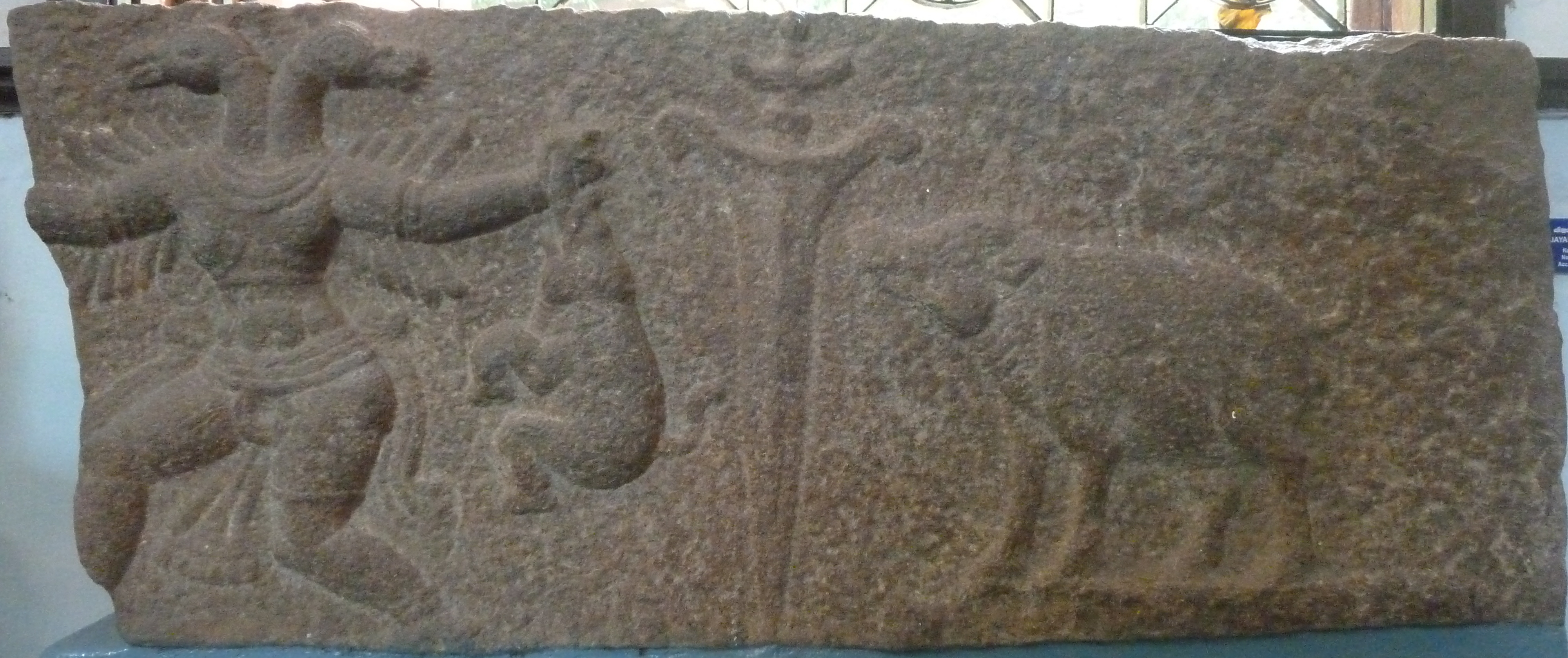
Motiv Vidžajanagarské říše

Stát založili v roce 1336 bratři Hakka a Bukka na troskách Hoysalské říše zničené invazí muslimů z Maduraie. Státním náboženstvím byl hinduismus, ideologem byl prorok Vidjaranja, zástupce školy advaita-védánta. Král Harihara II. na konci 14. století rozšířil v sérii válek území monarchie na sever až po řeku Krišna.
Za vlády Deva Raji II. (1424-1446) dosáhlo rozmachu písemnictví v sanskrtu, kannadštině i telugštině (básnířka Tallapaka Tirumalamma). Benátský cestovatel Niccolò de' Conti podává zprávu o rozvinutém státě a množství impozantních chrámových budov postavených ze žuly. Ekonomika byla založena na pěstování rýže, luštěnin a kokosových ořechů, na mořském pobřeží se těžilo množství soli, která se stejně jako bavlna, vzácná dřeva a koření (pepř, kardamom, zázvor) vyvážela až do Číny a Persie. Stát byl řízen na základě složitého kastovního systému. O jeho sebevědomí svědčí také neúspěšný pokus o ovládnutí Cejlonu.
Po vymření vládnoucí dynastie Sangama v roce 1485 nastalo období zmatků, které ukončil až král Krišna Deva Raja (vládl 1509 až 1529), za jehož panování bylo vybudováno důležité nové město Nagalapur nebo důmyslný zavlažovací systém, král také nařídil pozlatit chrám Tirumala Venkateswara. Chrámy byly bohatě dotovány, rozšířen byl systém devadasi (chrámové prostituce).
Krišna Deva Raja ještě dokázal čelit nájezdům islámských Bahmánovců, ale v bitvě u Talikoty 25. ledna 1565 podlehla vojska Vidžajanagarské říše spojeným silám dekánských sultanátů. Muslimové zničili hlavní město, vidžajanagarská vláda byla evakuována do pevnosti Penukonda. Následoval postupný úpadek království, který uspíšil příchod evropských kolonizátorů. Za vlády posledního krále Srirangy III. se roku 1646 zbytky říše rozpadly na řadu menších státečků.

## Seznam panovníků

### Dynastie Sangama
- 1336-1356 Harihara Raja I
- 1356-1377 Bukka Raja I
- 1377-1404 Harihara Raja II
- 1404-1405 Virupakšha Raja I
- 1405-1406 Bukka Raja II
- 1406-1422 Deva Raja I
- 1422 Ramchandra Raja
- 1422-1424 Vita Vizaya Bukka Raja III
- 1424-1446 Deva Raja II
- 1446-1465 Mallikarzuna Raja (Deva Raja III)
- 1465-1485 Virupakšha Raja II
- 1485 Praudha Deva Raja IV

### Dynastie Saluva
- 1485-1491 Narasimha I
- 1491 Thima Bhupala
- 1491-1505 Narasimha II

### Dynastie Tuluva
- 1491-1503 Narasa Nayaka (regent)
- 1503/5-1509 Narasimha III
- 1509-1529 Krišna Deva Raja
- 1529-1542 Ačjuta
- 1542 Venkata I.
- 1542-1569 Sadasiva

### Dynastie Aravidu
- 1542-1565 Aliya Rama Raja (regent)
- 1565/9-1572 Tirumala Deva Raja
- 1572-1586 Sriranga I.
- 1586-1614 Venkata II.
- 1614      Sriranga II.
- 1617-1632 Rama Deva Raja
- 1632-1642 Venkata III.
- 1642-1652 Sriranga III.